# Caricaturista

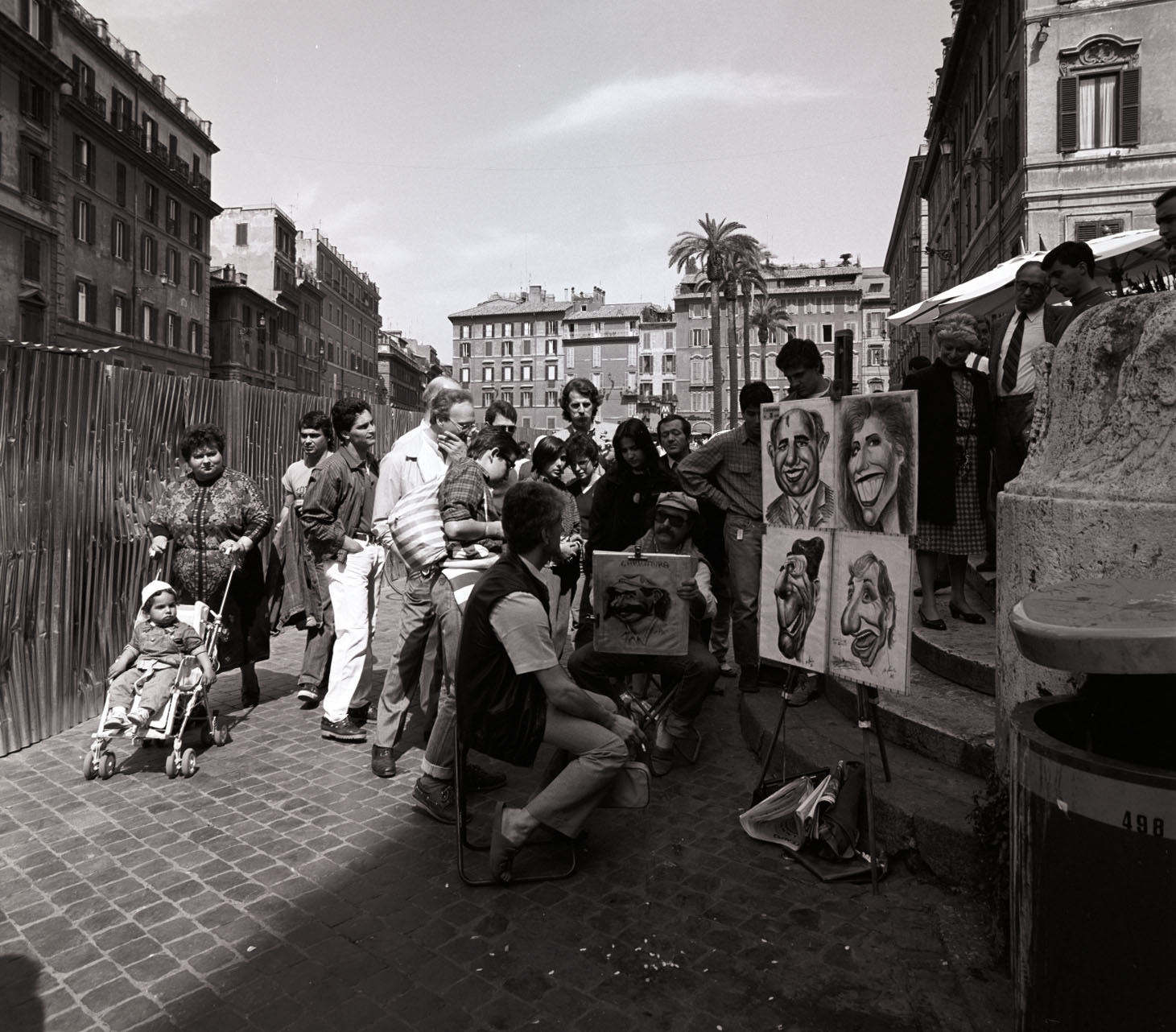
Caricaturista in piazza di Spagna Roma 1972

Il caricaturista è un disegnatore specializzato in caricature, ovvero ritratti umoristici in cui la fisionomia del soggetto viene deformata per accentuarne in modo surreale le caratteristiche. Questa pratica viene utilizzata sia da artisti che da caricaturisti editorialisti, che pubblicano i propri lavori su giornali e riviste (per esempio, usando la caricatura nel contesto della satira politica).
Gli stili delle caricature sono in continua evoluzione e vanno da quelle più realistiche a quelle più fumettistiche. C'è chi predilige l'utilizzo del carboncino, chi le realizza direttamente a pennarello o ad aerografo. Oggi sempre più spesso si tende a realizzare il disegno su carta in bianco e nero, per poi colorarlo in digitale, utilizzando una tavoletta grafica. Molti caricaturisti moderni, proprio grazie alla diffusione degli strumenti digitali si sono spinti a sostituire al disegno tradizionale il disegno su  tavolette grafiche con schermo in grado di riprodurre fedelmente i tratti e lo stile delle matite e penne ad inchiostro tradizionali. Le caricature così disegnate possono essere più facilmente diffuse e distribuite in rete facilitando l’incontro tra caricaturista e commitenti. 
La figura del caricaturista moderno è molto richiesta oggi come forma di intrattenimento in eventi e feste. Chi si sposa richiede talvolta il caricaturista per matrimonio come intrattenimento per i suoi ospiti.

## Caricaturisti noti
- Enrico Sacchetti
- Solatium
- Umberto Tirelli
- Umberto Onorato
- Paolo Garretto
- Mario Sironi
- Miguel Covarrubias
- Al Hirschfeld
- Walter Molino
- David Levine